# Caso RECADI
El caso RECADI fue un escándalo político que involucraba a la oficina RECADI de Venezuela y al gobierno de Jaime Lusinchi. Dicha oficina fue fundada durante la presidencia de Luis Herrera Campíns, y posteriormente disuelta durante el segundo gobierno de Carlos Andrés Pérez y acusada de ser parte del mayor escándalo de corrupción del país en la historia hasta ese momento. El empresario chino Ho Fuk Wing fue el único condenado.

## Antecedentes
Tras la devaluación del bolívar en 1983, el gobierno de Jaime Lusinchi creó la Oficina del Régimen de Cambio Diferencial (RECADI), para distribuir dólares preferenciales para importaciones, un tercio más barato que en el mercado libre.

## Historia
El juez encargado fue Luis Guillermo La Riva López y en 1989 emitió una orden de arresto contra Richard Ames François Gauthier, presidente en Venezuela de la verificadora Societé Général Surveillance (suiza), André Marcel Le Dem, presidente de Bureau Veritas (francesa) y Libio Pernetz Janovitz, presidente de Caleb Brett de Venezuela, SA (estadounidense), quien fue detenido mientras intentaba fugarse en su avión particular, además de dos ciudadanos chinos, entre esos, Ho Fuk Wing, acusados de fundar 19 falsas empresas importadoras entre 1984 y 1986.